# Turkmènes iraniens
Les Turkmènes iraniens (turkmène : Eýran Türkmenleri, persan : ترکمن‌های ایران) sont une branche du peuple turkmène, lui-même issu du peuple turc, vivant principalement dans les régions du nord et du nord-est de l'Iran. Leur région s'appelle Turkmen Sahra et comprend des parties importantes de la province iranienne du Golestan. Le nombre de Turkmènes en Iran est estimé entre 0,5 et 2,4 millions de personnes.

## Ethnographie
Les Turkmènes iraniens représentent un groupe de tribus semi-nomades qui conservent un mode de vie plus traditionnel. Les tribus turkmènes suivantes vivent en Iran : Yomut, Goklen et Teke.

## Histoire ethnique

Turkmènes iraniens de l'île d'Ashuradeh, Iran

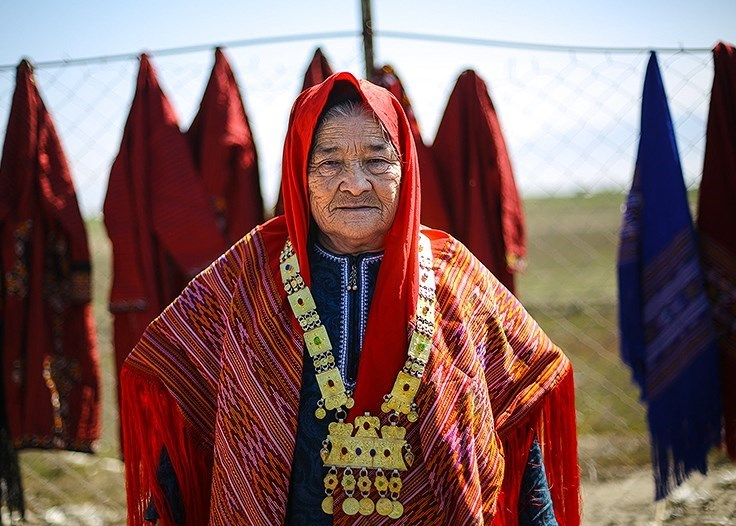
Une femme turkmène de Bandar-e Torkaman, Iran

Des représentants de tribus turkmènes modernes telles que Yomut, Goklen, Īgdīr, Saryk, Salar et Teke vivent en Iran depuis le XVIe siècle, bien que l'histoire ethnique des Turkmènes en Iran commence avec la conquête seldjoukide de la région au XIe siècle,.
Tout au long du XVIIe siècle et au début du XVIIIe siècle, un processus de réinstallation des tribus turkmènes a lieu en Iran. Au XVIIe siècle, il est associé à l'intensification de l'exploitation des Turkmènes par le Khanat de Khiva et aux raids des seigneurs féodaux Kalmouks.
Après ce que le dirigeant iranien Nader Shah, lui-même d'origine turkmène, batte les Turkmènes et les Kurdes en 1728, il chasse une partie des tribus Teke et Imreli et les installe à Khorasan, plus précisément dans la steppe d'Astrabad. Dans les années 1740, Nader Shah conquiert les khanats de Boukhara et de Khiva. Par la suite, la plupart des Yomuds turkmènes sont contraints de quitter le khanat de Khiva pour se rendre sur la côte de la mer Caspienne et à Astrabad.
Jusqu'à la conquête russe de l'Asie centrale, la situation dans les zones de résidence des Turkmènes est mouvementée. Sous prétexte de jihad, le Khiva Khan attaque à plusieurs reprises le territoire iranien. Comme l'écrit un écrivain iranien Reza-Qoli Khan, il (le Khiva Khan) "menait parfois des troupes contre les Serakhs et Merv, et ordonnait parfois aux Turkmènes d'attaquer les régions du Khorasan". À leur tour, les troupes iraniennes attaquent les Khwarazm, principalement les terres turkmènes, pillant et emmenant les gens en captivité.
Le mouvement des tribus turkmènes est affecté par des contradictions intertribales, qui se transforment souvent en conflits graves. En 1855, les Téké turkmènes s'emparent de l'oasis de Merv. Les Saryks qui y vivent sont expulsés vers les oasis d'Iolotan et de Panjdeh, et ils chassent, à leur tour, les Salurs d'Iolotan. Ces derniers sont initialement situés dans la région de l'actuel Serhetabat, au Turkménistan, puis migrent vers l'Iran, et se s'installent 120 km au-dessus de Serakhs. Plus tard, l'Iran exploite la lutte entre les Saryks et les Tekes pour organiser une campagne vers l'oasis de Merv en 1861. Cependant, cela s'est soldé par une défaite écrasante pour les troupes iraniennes.

## Tribus turkmènes modernes dans l'Iran actuel
Près d'un million de Turkmènes vivent le long des frontières nord de l'Iran, juste au sud de la frontière turkmène-iranienne. Pendant des siècles, les Turkmènes vivent comme des bergers nomades. Ces dernières années, cependant, nombre d'entre eux adoptent un mode de vie semi-nomade, vivant dans des maisons permanentes ainsi que dans des tentes. Aujourd'hui, la plupart d'entre eux sont des agriculteurs et des éleveurs de bétail. Les Turkmènes vivent encore dans des familles élargies où différentes générations se retrouvent sous le même toit, surtout dans les zones rurales. De nombreuses coutumes tribales survivent encore chez les Turkmènes modernes.

## Langue
Les Turkmènes iraniens parlent principalement le turkmène du sud, une variante de la langue turkmène également parlée en Afghanistan,. Il est actuellement écrit en écriture perso-arabe, bien que certains utilisent l'écriture latine turkmène, courante dans la république du Turkménistan depuis son indépendance dans les années 1990.
Le turkmène du sud est mutuellement intelligible avec la variété turkmène parlée au Turkménistan et en Ouzbékistan, bien qu'il emprunte fortement des emprunts persans. Il y a aussi une forte influence arabe dans le sud du Turkménistan.

## Turkmène iranien notable
- Dowletmammet Azady, poète turkmène, érudit et soufi
- Magtymguly Pyragy, chef spirituel turkmène, poète philosophique et soufi
- Haj Aghi Alejalil, philanthrope iranien
- Sardar Azmoun, footballeur iranien qui joue pour le Bayer Leverkusen en Bundesliga et en équipe nationale iranienne.
- Farhad Ghaemi, joueur de volley-ball iranien, qui joue comme Spike pour l'équipe nationale masculine
- Saber Kazemi, volleyeur iranien, qui joue comme attaquant opposé pour l'équipe nationale masculine
- Ezzatollah Pourghaz, footballeur iranien qui joue pour Esteghlal Khuzestan dans la Persian Gulf Pro League
- Omid Kokabee, physicien laser expérimental
- Ramin Nourqolipour, homme politique et scientifique turkmène iranien qui a représenté une partie de la communauté turkmène iranienne au Parlement iranien pendant quatre ans entre 2016 et 2020